# 사랑할 때와 죽을 때 (1971년 영화)
사랑할 때와 죽을 때는 1971년 공개된 대한민국의 영화이다.

## 배역
- 신성일
- 윤정희
- 오유경
- 문주
- 성진아
- 박종연
- 추석양
- 권오상
- 장일식
- 김광일
- 김영인
- 김소저